# پالینا پیواواراوا
پالینا پیواواراوا (بلاروسی: Паліна Піваварава؛ زادهٔ ۱۲ اکتبر ۱۹۹۴) دوچرخه‌سوار اهل بلاروس است.
وی در مسابقات کشوری و بین‌المللی در مجموع برندهٔ ۱ مدال برنز شده‌است.